# Krzysztof Kołbasiuk

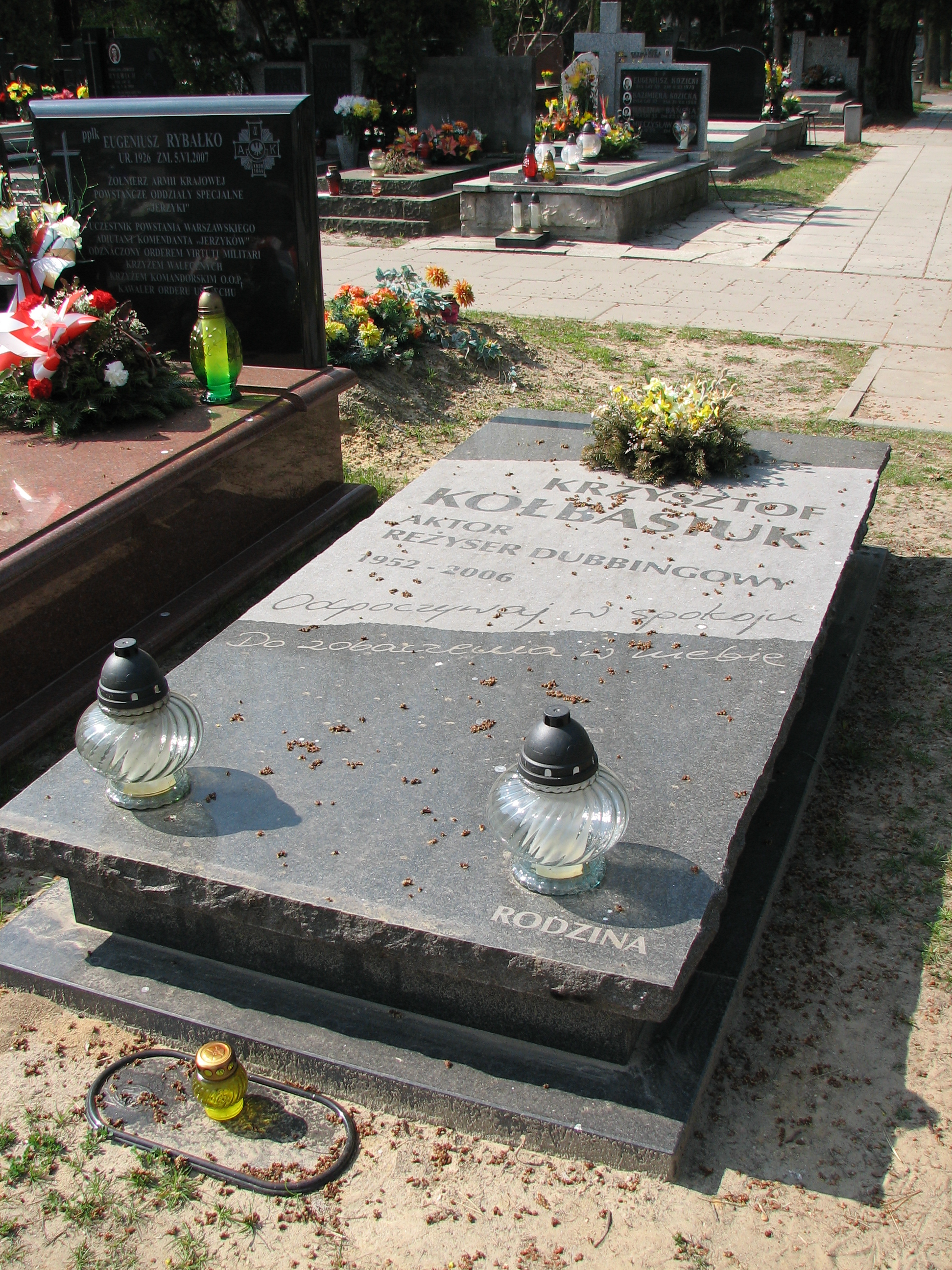
Nagrobek Krzysztofa Kołbasiuka na Cmentarzu Wojskowym na Powązkach w Warszawie (2009)

Krzysztof Czesław Kołbasiuk (ur. 17 września 1952 w Szczecinie, zm. 3 marca 2006 w Warszawie) – polski aktor teatralny, filmowy, telewizyjny i dubbingowy, od 2003 członek Stowarzyszenia Filmowców Polskich.

## Wczesne lata
Osiągał sukcesy w Ogólnopolskim Konkursie Recytatorskim. Z drużyną siatkarzy zdobył mistrzostwo okręgu. Był uczniem Technikum Elektronicznego nr 10 im. Fryderyka Joliot-Curie w Elektronicznych Zakładach Naukowych we Wrocławiu. W 1976 ukończył z wyróżnieniem Wydział Aktorski w Państwowej Wyższej Szkole Teatralnej w Warszawie.

## Kariera sceniczna
Na trzecim roku studiów 16 kwietnia 1975 zadebiutował w warszawskim Teatrze Współczesnym w roli Erharda w sztuce Henrika Ibsena Jan Gabriel Borkman w reżyserii Aleksandra Bardiniego u boku Haliny Mikołajskiej, Zofii Mrozowskiej i Jana Świderskiego.
Na czwartym roku studiów zagrał postać Jana w spektaklu Pierwszy dzień wolności Leona Kruczkowskiego (1976) w reż. ówczesnego dyrektora teatru Tadeusza Łomnickiego w Teatrze Na Woli, z którym po ukończeniu uczelni związał się w latach 1976–1985 i wystąpił jako Andrzej Sarti w Życiu Galileusza Bertolta Brechta (1978), Ułan w Do piachu Tadeusza Różewicza (1979), porucznik w Damach i huzarach Aleksandra Fredry (1979), Dialogus w Sędziach. Klątwie Stanisława Wyspiańskiego (1980), obywatel Wiednia w Amadeuszu Petera Shaffera (1980) w reż. Romana Polańskiego, Niebezpiecznie, panie Mochnacki... Jerzego Mikke (1981), niedźwiedź w Klonowych braciach Eugeniusza Szwarca (1982) i zbój Sarka–Farka w Igraszkach z diabłem Jana Drdy (1984).
Był aktorem scen stołecznych: Teatru Nowego (1985–1990), gdzie zagrał m.in. postać cara Mikołaja I w Kordianie Juliusza Słowackiego (1986), Dramatycznego (1990–1996) i Polskiego (1999–2004).

## Kariera ekranowa
Współpracował z Teatrem Telewizji, gdzie jego debiutem była rola Szczęsnego Kossakowskiego w spektaklu Horsztyński Juliusza Słowackiego (1975) w reż. Ignacego Gogolewskiego. Pierwszym kontaktem z filmem był eksperyment warsztatów Jerzego Grotowskiego jego kolegi ze studiów Jerzego Bogajewicza z udziałem Doroty Stalińskiej. W dwóch odcinkach serialu Zbigniewa Chmielewskiego Daleko od szosy (1976) wystąpił w roli kolegi Ani Popławskiej (Irena Szewczyk). Wkrótce Hubert Drapella powierzył mu rolę protagonisty Gniewka, syna rybaków spod Gdańska, któremu Brandenburczycy zabili rodziców w serialu historycznym dla młodzieży Znak orła (1977). Lucyna Smolińska i Mieczysław Sroka zaangażowali go do roli oficera w fabularyzowanym filmie dokumentalnym Raszyn 1809 (1977). Wystąpił także w serialach: Tajemnica Enigmy (1979) jako porucznik w ośrodku wywiadu w Pyrach, Doktor Murek (1979) w roli sekretarza Stawskiego i 07 zgłoś się (1981) jako kochanek Rauschowej (Joanna Żółkowska). W sześciu odcinkach telenoweli W labiryncie (1990) zagrał Jurka Sewera, przyjaciela Doroty Wanat (Marta Klubowicz). W serialu Jana Łomnickiego Dom (1980–2000) wystąpił w roli Łukasza Zbożnego.
W kinowej adaptacji powieści Henryka Sienkiewicza Ogniem i mieczem (1999) w reż. Jerzego Hoffmana pojawił się jako deputowany w Siczy Zaporoskiej. W ekranizacji poematu Adama Mickiewicza Pan Tadeusz (1999) w reż. Andrzeja Wajdy został obsadzony w roli generała Jana Henryka Dąbrowskiego.

## Dubbing, radio
Już na drugim roku studiów podjął współpracę ze Studiem Opracowań Filmów, uznając dubbing za „rodzaj pracy ważny dla aktora” u Zofii Dybowskiej-Aleksandrowicz. Dubbingował Toma Jordache’a (Nick Nolte), potem jego syna Wesleya (Gregg Henry) w miniserialu ABC Pogoda dla bogaczy (Rich Man, Poor Man - Book II, 1976–1977). Użyczył swojego głosu Rocco Ciprianiemu (Jack Scalia) w miniserialu CBS Tylko Manhattan (I’ll Take Manhattan, 1987). Podkładał też głosy postaciom seriali animowanych, takich jak Babar, Baśnie i bajki polskie oraz Smerfy.
Do radia trafił jako absolwent PWST. Jak powiedział dyrektor i główny reżyser Teatru Polskiego Radia, „Krzysztof Kołbasiuk umiał zagrać wszystko”. Jego słowo trafiało do słuchaczy. Przybliżał poezję, czytał powieści w odcinkach, W Jezioranach.
Za wybitne interpretacje, za role, Przewodniczący Komitetu ds. Radia i Telewizji w 1984 uhonorował Kołbasiuka Nagrodą I Stopnia. W 1993 został laureatem Złotego Mikrofonu.

## Życie prywatne
Był mężem aktorek Doroty Stalińskiej i Jolanty Żółkowskiej, z którą miał syna Kamila (ur. 1983), plastyka.

### Śmierć
Zmarł rano 3 marca 2006 roku, na zawał serca. O jego śmierci poinformował Teatr Polski w Warszawie, na którego deskach aktor występował jeszcze poprzedniego dnia (czwartek) wieczorem. Kołbasiuk grał w czwartek 2 marca 2006 w spektaklu Zielona Gęś Konstantego Ildefonsa Gałczyńskiego, w reżyserii Jarosława Kiliana. Partnerowała mu m.in. Irena Kwiatkowska. „Zagrał w tym spektaklu brawurowo” – podkreślił Jerzy Jaroszyński z Teatru Polskiego. W Zielonej Gęsi miał wystąpić także w piątek 3 marca 2006.
10 marca 2006 został pochowany na Cmentarzu Wojskowym na warszawskich Powązkach (kwatera G-3a-1f).

## Odznaczenia
- Złoty Krzyż Zasługi (2003)[13]

## Filmografia
- 2005–2006: Egzamin z życia – doktor Wiesław Tomaszewski, lekarz Tatiany (odc. 30, 33, 34 i 40)
- 2004: Serce gór – dziadek opowiadający historię „serca gór”
- 2004–2005: Na Wspólnej – Adam Sulich (odc. 480-482, 485-486, 494, 499)
- 2003: Sensacje XX wieku (odc. 16) – Mieczysław Paluch
- 2003: Łowcy skór – dyrektor szpitala
- 2002–2006: Samo życie – Jerzy Markowski
- 2001: Tam i z powrotem – ordynator
- 2000: 6 dni strusia – Dyrektor „Azbestów”, ojciec Justyny
- 2000: Ogniem i mieczem – deputowany w Siczy Zaporoskiej
- 2000: Cybernetyczny świat
- 1999: Tryumf pana Kleksa – Anemon Lewkonik
- 1999: Moja Angelika – major
- 1999: Pan Tadeusz – Jan Henryk Dąbrowski
- 1999: Ogniem i mieczem – deputowany w Siczy Zaporoskiej
- 1997: Sława i chwała – Royski, ojciec Józia
- 1992: Szwedzi w Warszawie – oficer szwedzki
- 1991: Maria Curie – Kazimierz Dłuski
- 1989: Sceny nocne – Ksiądz
- 1989: Z soboty na poniedziałek
- 1989: Jemioła – Witold, mąż Julii
- 1988: Królewskie sny – książę Eliasz
- 1988: Chichot Pana Boga – dziennikarz
- 1988–1991: W labiryncie – Jurek Sewer
- 1988: Gwiazda Piołun – syn dziedziczki
- 1985: Dłużnicy śmierci – porucznik Marian
- 1981: Białe tango – Piotr Jarzębski
- 1980: Powstanie Listopadowe. 1830–1831 – książę de Mortemart(inne języki)[14][a], ambasador Francji w Rosji
- 1980–2000: Dom – Łukasz Zbożny
- 1979–1981: Najdłuższa wojna nowoczesnej Europy – Karol, narzeczony Hildy Blum
- 1979: Sekret Enigmy – porucznik w ośrodku wywiadu w Pyrach
- 1979: Doktor Murek – sekretarz Stawskiego (odc. 2 i 7)
- 1977: Raszyn. 1809 – oficer
- 1977: Znak orła – Gniewko
- 1976: Daleko od szosy – Krzysztof, kolega Ani (odc. 3-4)

### Udział gościnny
- 2004: Kryminalni – Krymski, właściciel Klubu (odc. 3)
- 2004: Pensjonat pod Różą – Tadeusz Pietyra (odc. 7)
- 2002: Przedwiośnie – mężczyzna wyrzucany ze statku do morza (odc. 2)
- 2001: Zostać miss – ojciec Zosi (odc.1)
- 2000: Marszałek Piłsudski – oficer przesłuchujący Pisłudskiego (odc. 2)
- 2000: Na dobre i na złe – ojciec Karoliny (odc. 21 i 22)
- 1981: 07 zgłoś się – kochanek Rauschowej (odc. 10)
- 1979: Tajemnica Enigmy – porucznik w ośrodku wywiadu w Pyrach (odc. 2-4)

## Jako reżyser dubbingu
- 2006: Amerykański smok Jake Long
- 2005: Robotboy (odc. 14, 19, 22, 25-26)
- 2005: Batman kontra Drakula
- 2005: Maggie Brzęczymucha
- 2002: Harry Potter i Komnata Tajemnic
- 2002: Księżniczka na ziarnku grochu
- 2001: Psy i koty
- 1999: Stalowy gigant
- 1999: Asterix i Obelix kontra Cezar
- 1999: Ed, Edd i Eddy
- 1998–2003: Laboratorium Dextera
- 1997: Koty nie tańczą
- 1997: Polowanie na mysz
- 1997: Batman i Superman
- 1994–1996: Iron Man: Obrońca dobra (odc. 1-7, 9-10 jako asystent reżysera; 11-13 jako reżyser)
- 1994: Mina Tannenbaum
- 1993: Kalifornia
- 1993: Yabba Dabba Do!
- 1991–1999: Doug Zabawny
- 1990: Bernard i Bianka w krainie kangurów
- 1990: Wydział Rosja
- 1989: Mała syrenka
- 1988: Oliver i spółka
- 1988: Mój sąsiad Totoro
- 1987–1990: Kacze opowieści (nowa wersja dubbingu)
- 1977: Bernard i Bianka
- 1963: Miecz w kamieniu (nowa wersja dubbingu)

## Dialogi polskie
- 1997: Koty nie tańczą

## Polski dubbing
- 2005: Bionicle 3: W sieci mroku – Sidorak
- 2005: Batman kontra Drakula – Joker
- 2005: Amerykański smok Jake Long
- 2005: Zagubiony Mikołaj – Święty Mikołaj 1
- 2005: Szeregowiec Dolot
- 2005: Oliver Twist
- 2004: W 80 dni dookoła świata
- 2004: Scooby-Doo 2: Potwory na gigancie – Czarny Rycerz
- 2004: Dom dla Zmyślonych Przyjaciół pani Foster – Święty Mikołaj (odc. S1)
- 2003: Nawiedzony dwór – Coleman
- 2002–2005: Baśnie i bajki polskie – lektor (2002–2005)
- 2002–2003: Psie serce – Draga
- 2002: Śnięty Mikołaj 2 – Scott
- 2002: Księżniczka na ziarnku grochu – Filip
- 2001–2008: Cafe Myszka
- 2001: Atlantyda – Zaginiony ląd – Profesor Harcourt
- 2000: Świąteczna przygoda – Scenarzysta
- 2000: Wampirek – Łowca wampirów
- 2000: 102 dalmatyńczyki – wykonanie piosenek
- 1999–2002: Chojrak – tchórzliwy pies –
  - Bałwan (odc. 37b),
  - Świniak (odc. 11a)
- 1999–2000: Mysia – narrator
- 1999: Gwiezdne wojny: część I – Mroczne widmo – Qui-Gon Jinn
- 1999: Babar – król słoni – Babar
- 1999: Tryumf pana Kleksa – Anemon Lewkonik
- 1998: Magiczny miecz – Legenda Camelotu – Ruber
- 1998: Książę Egiptu – Jetro
- 1998: Mulan – Generał Li
- 1998: Teknoman – O’Rourke
- 1997: Koty nie tańczą
- 1997: Polowanie na mysz – Alexander Falko
- 1997: Piękna i Bestia. Zaczarowane święta – Maestro Forte
- 1997: Żywiołki
- 1996: Aladyn i król złodziei – Kassim
- 1996: MOT – Monstrualny Oryginalny Twór – postać tytułowa
- 1996: Wszystkie psy idą do nieba 2 – Red
- 1995: Pocahontas – Ratcliffe
- 1995: Zakochany pingwin – Drake
- 1994–1997: Sceny z życia smoków
- 1994–1996: Iron Man: Obrońca dobra –
  - Century (Centaur) (odc. 1-13),
  - Fin Fang Foom (odc. 11-12)
- 1994: Troll w Nowym Jorku – Stanley
- 1994: Brzdąc w opałach – Eddie
- 1994: Śnięty Mikołaj – Scott
- 1994–1996: Iron Man: Obrońca dobra –
  - Century (Centaur) (odc. 1-13),
  - Fin Fang Foom (odc. 11-12)
- 1994: Księżniczka łabędzi – Król William
- 1993–1994: Bajki pana Bałagana – Kruk Krak
- 1993: Miasteczko Halloween – Babojagołak
- 1992–1998: Batman –
  - Thomas Wayne,
  - Tygrus
- 1992–1993: Rodzina Addamsów – Wujek Fester
- 1990–1994: Przygody Animków
- 1989–1992: Brygada RR
- 1989: Babar zwycięzca – Babar
- 1988: Oliver i spółka – Parówkarz
- 1987–1990: Kacze opowieści
- 1987–1988: Babar – Babar
- 1987: Leśna rodzina
- 1985–1988: Troskliwe misie
- 1985: Temida – Karol Wenta, dziennikarz IKC-a
- 1983: Dookoła świata z Willym Foggiem – Willy Fog
- 1983: Przygody Błękitnego Rycerzyka – Hrabia Tawulec
- 1982: Przygody Myszki Miki i Kaczora Donalda
- 1981–1990: Smerfy – Pasibrzuch (w sezonach 5 i 6)
- 1979: Porwanie Savoi – Guido Tortensen
- 1976: Pogoda dla bogaczy – Tom / Weasley (druga seria)
- 1976: Ja, Klaudiusz – Druzus
- 1972–1973: Nowy Scooby Doo
- 1964: Mary Poppins – Wuj Albert (dubbing z 2005)
- 1955: Zakochany kundel – Tony

### Jako lektor
- 2005: Lider (Arnold A.)
- 2005: Zula z Czeczenii
- 2005: Zwyczajny bohater
- 2000: Edmund Osmańczyk
- 1998: Zwłoki nieznane
- 1998: Karol Messerchmidt
- 1997: W duchu i w prawdzie
- 1996: Fałdy, draperie
- 1996: Jedynie prawda jest ciekawa
- 1996: Związek Wolnego Słowa
- 1994: Być w cieniu
- 1994: Wizja lokalna - nie powinno nas być wśród żywych
- 1993: Misjonarze
- 1991: Kurier nadziei
- 1989–1995: Nauka i legenda
- 1983: Mistrza Canaletta przewodnik po Stanisławowskiej Warszawie
- 1980: Spacer po Warszawie pana Bolesława Prusa